# Eubordeta flammea
Eubordeta flammea är en fjärilsart som beskrevs av Jordan 1912. Eubordeta flammea ingår i släktet Eubordeta och familjen mätare. Inga underarter finns listade i Catalogue of Life.